# 汪士鐸

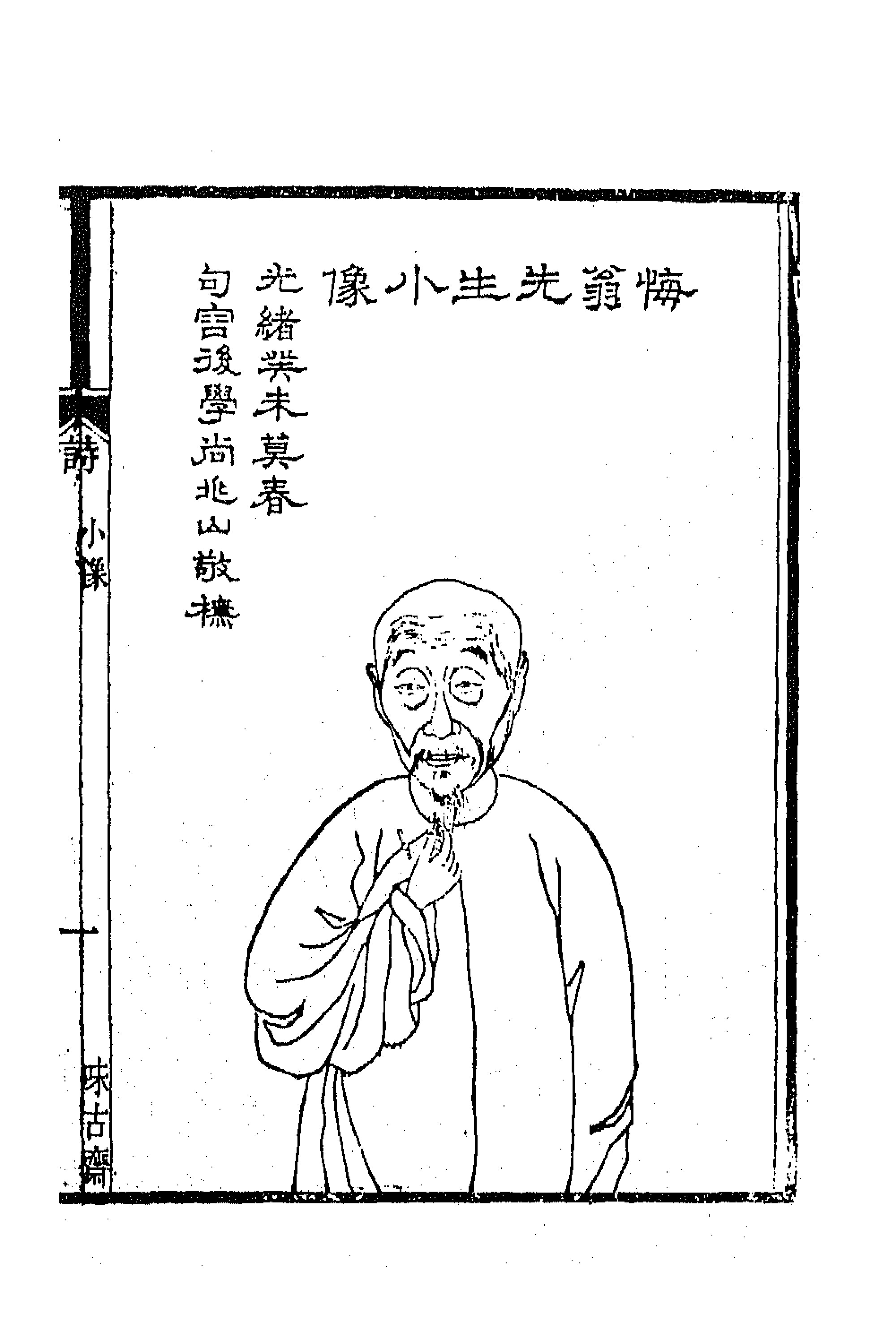
汪士鐸

汪士铎（1802年—1889年），字梅村，晚号悔翁，江蘇江寧（今江蘇省南京市）人，清朝歷史、地理学家。由于其提出的人口理论，有「中国的马尔萨斯」之称。

## 生平
出身於破落封建地主家庭，曾經商，道光二十年（1840年）舉人，以游幕和接徒為業。他曾帮助魏源编写《海国图志》。太平天国攻陷金陵时未来得及逃脱，因此目睹了太平军在南京的所作所为。9个月后化装逃出。
咸豐九年（1859年）起先后充当胡林翼和曾国藩的幕僚，参与制订进攻太平天国的军事计划。提出人口理论，认为国家贫穷就是因为人口过多。宣称由于人多，当时已经“无田可耕”、“无技须人”、“天地之力穷”、“人事之权殚”，宣扬用残暴手段减少人口，如认为穷人“不可生女，生当溺之”，又建議族诛、镇压起义、禁止丧偶者再婚和鼓励作僧尼，“使妇人服冷药，生一子后服之”等。

## 著作
主要作品有：《汪梅村先生集》、《乙丙日記》、《梅翁筆記》、《南北史補記》、《水經注圖》等。目前尚留存的只有《汪梅村先生集》、《乙丙日記》、《梅翁筆記》。其中《乙丙日記》是一部談人口問題的主要著作。